# المحكمة العامة (الاتحاد الأوروبي)
المحكمة العامة تعرف بشكل غير رسمي باسم المحكمة العامة الأوروبية، هي محكمة تأسيسية لمحكمة العدل للاتحاد الأوروبي. تستمع إلى الإجراءات المتخذة ضد مؤسسات الاتحاد الأوروبي من قبل الأفراد والدول الأعضاء، على الرغم من أن بعض المسائل تختص بها محكمة العدل الأوروبية. يمكن استئناف قرارات المحكمة العامة أمام محكمة العدل، ولكن فقط في نقطة قانونية. قبل دخول معاهدة لشبونة حيز التنفيذ في 1 ديسمبر 2009، كانت تُعرف باسم المحكمة الابتدائية.